# Собачкин хребет
Соба́чкин хребе́т — горный хребет на востоке Забайкальского края России, в левобережье Шилки, между её левыми притоками — реками Чёрная и Амазар.
Хребет начинается на юго-востоке, в месте слияния рек Белый и Чёрный Урюм, откуда он протягивается на 100 км в северо-восточном направлении до реки Большой Амазар, где стыкуется с Черомным хребтом. В верховье реки Давенда Собачкин хребет также стыкуется с Амазарским хребтом. Ширина хребта (вместе с отрогами) составляет более 50 км. Преобладающие высоты 1000—1200 м, высшая отметка — 1326 м (расположена близ истока Давенды).
Собачкин хребет сложен породами преимущественно позднеархейских формаций. В рельефе преобладают среднегорья со значительной степенью горизонтального и вертикального расчленения. Склоны чаще довольно крутые, с курумами и скальными выступами. В вершинной части сохранились фрагменты исходной поверхности выравнивания с останцами. Основные типы ландшафта — тайга, предгольцовое редколесье, мари.

## Топографические карты
- Лист карты N-50-XXIII. Масштаб: 1 : 200 000. Указать дату выпуска/состояния местности.